# Morne Bois-Pin
De Morne Bois-Pin is met 2235 meter de vierde hoogste berg van Haïti. De berg ligt in het departement Sud-Est, 40 km ten zuidoosten van de hoofdstad Port-au-Prince.